# Lussac (Charente-Maritime)
Lussac ist eine französische Gemeinde mit 43 Einwohnern (Stand: 1. Januar 2022) im Département Charente-Maritime in der Region Nouvelle-Aquitaine (vor 2016 Poitou-Charentes); sie gehört zum Arrondissement Jonzac und zum Kanton Jonzac. Die Einwohner werden Lussacais genannt.

## Geographie
Lussac liegt etwa 85 Kilometer nördlich von Bordeaux. Umgeben wird Lussac von den Nachbargemeinden Saint-Georges-Antignac im Norden, Saint-Germain-de-Lusignan im Süden und Osten sowie Clion im Westen.

## Bevölkerungsentwicklung
| Jahr                       | 1962 | 1968 | 1975 | 1982 | 1990 | 1999 | 2006 | 2017 |
| Einwohner                  | 47   | 39   | 43   | 31   | 48   | 43   | 48   | 52   |
| Quellen: Cassini und INSEE |      |      |      |      |      |      |      |      |

## Sehenswürdigkeiten
- Kirche Saint-Michel aus dem 15. Jahrhundert
- Schloss Lussac aus dem 18./19. Jahrhundert

Siehe auch: Liste der Monuments historiques in Lussac (Charente-Maritime)